# ディアホライゾン
『ディアホライゾン』は、スクウェア・エニックスが展開するメディアミックスプロジェクト。2017年8月24日にスマートフォンゲームのサービスが開始。同年10月よりテレビアニメが放送された。

## あらすじ
終わりの海の発見により、冒険が意味をなさなくなった世界。
パトリアという町に住む少年・リアンは、父から「終わりの海の向こうには、神族の大地セレスがある」ということを聞き、セレスに思いをはせていた。
ある日、グルディア帝国の移動要塞がパトリアに現れ、リアンは帝国に追われていた少女・ソフィアと出会う。

### 漫画『君のために、お姉ちゃんがみんな殺してあげる～プロジェクト ディアホライゾン～』
人生に行き詰まりを感じていた大学生・神木怜二は、ある日妖精から「運命のパートナーと結ばれる権利を与えるので、あなたを異世界に転生させる」と持ち掛けられる。異世界で幸せな日々を送るかと思われたが、怜二を待ち受けていたのは、永遠の幸福を賭けたデスゲームだった。
しかも、転生した怜二には、ヒルデという「姉」ができており、二人はデスゲームに参加した。

## キャラクター
リアン（Ryan）
声 - 山下誠一郎
パトリアに住む冒険者の息子。
ソフィア（Sofia）
声 - 田中あいみ
不思議な力を持った少女。穏やかだが芯の強い性格をしている。
イングリット（Ingrit）
声 - 山村響
移動集落ワンダーキャメルのオーナーで、冒険者時代は「銀の狩人」という通り名で知られていた。新しいものや未知のものへの興味が強い。
ウルフ（Wolf）
声 - 藤原啓治
歴戦の傭兵。普段はだらしないが、実力は確かであり、戦闘時は苛烈さを見せる。また、戦闘だけでなく交渉にもたけている。
エナ（Ena）
声 - 久保ユリカ
奴隷闘士（グラディエーター）の少女。幼少時から戦闘技術を叩きこまれてきた半面、言語教育が十分でなかったため、他者とのコミュニケーションは不得意である。
レテ
声 - 芹澤優
妖精。
ヴィクトル
声 - 櫻井孝宏
グルディア帝国屈指の剣の達人。

### 漫画『君のために、お姉ちゃんがみんな殺してあげる～プロジェクト ディアホライゾン～』の登場人物
神木 怜二
『君のために、お姉ちゃんがみんな殺してあげる』の主人公。高校時代までは神童として扱われ万能感に浸っていたが、大学で自らの実力を思い知らされた上、就職活動や恋愛にも息詰まっていたところを、妖精から異世界に転生しないかと持ち掛けられる。
ヒルデ
『君のために、お姉ちゃんがみんな殺してあげる』のヒロイン。ゲーム版にも登場する。帝国軍に弟を殺されており、復讐のために兵士の暗殺を繰り返しているため、死神と恐れられている。怜二と亡き弟を重ね合わせている。

## 開発
本作は、プロデューサである有賀隆之の企画を基にしている。
この時点で明確なジャンルは決まっていなかったものの、「画面をスワイプして敵を一掃する」というシステムがゲームとしての根幹をなしていたほか、「プレイヤーキャラクターが背を向けて敵を倒す」という内容だった。
初期の構想がプロジェクトとして始動してから約1か月半後、有賀が草野球中に骨折したため、開発現場を離れることとなった。
有賀は事故から10日ほど経ってから手術をし、3日後に退院した後医師から自宅安静を言い渡され、開発現場に復帰したのはその半月後であった。
その間、もう一人のプロデューサである石井諒太郎をはじめとする残されたスタッフたちはゲームの開発を進めており、ダンジョンの移動方法などを変更する形で課題の解決を図っていたため、有賀が復帰した時は、初期の構想から大きく変わっていた。
敵をなぎ倒していくという仕組みは初期構想の段階からあったが、初期構想ではスキルポイントを振り分けて戦うシステムだったため、スキルの使用に制限があった。これを改善するため、スキルをカード化するという方法がとられ、その結果、一度負けても再挑戦するときはスキルが使える順番が変わるため勝算が出てくるようになった。また、これと関連して、クエストの挑戦にはスタミナを消費するというシステムは採用しなかった。
開発初期の段階で、有賀は石井を通じて作家の三河ごーすとを紹介されたが、ストーリーをファンタジーにしたいということ以外は特に決まっていなかった。
また、キャラクターのデザインをSDにしようという提案もあったが、石井の好みに合わなかった上、スクウェア・エニックスに求められる作風とは異なるため、スクウェア・エニックスらしい頭身の高いキャラクターデザインが採用された。

### 世界観・キャラクター設定
開発チームは世界観を構築する前に、「夢を見て生きていきたいよね」という感情をテーマに据えた。
ゲーム版の主人公であるリアンは、あえてそれを前面に表したキャラクターであり、有能だが成長の余地を残したキャラクターとして描かれた。また、ヒロインであるソフィアを引っ張て行くという立ち位置から、空気を読まずに突き進むキャラクターとしても描かれた。
イングリットは冒険者としての先輩として描かれた一方、ウルフは人生の先輩として描かれた。ウルフがイングリットと絡む際、イングリットをツッコミ役にしようと三河が考えた結果、ウルフは「かっこいいけど情けないおじさん」として設定された。
エナはソフィアの成長を描くうえで年少者が必要であるという考えから用意された。
石井はこれらのキャラクター群を人生やサラリーマンの縮図のようだAppBankとのインタビューの中で述べており、三河のサラリーマン時代の経験が生きているのではないかとしている。
移動集落というアイデアは、浮島を舞台とした他のゲームとの区別化を図るために三河が提案した。
また、「死を共有する」というアイデアは、シナリオライターに起用された三河がメインシナリオの流れを確定した後に、石井ら開発スタッフがゲームシステムとして導入し、三河がそれに合わせたものである。
漫画『君のために、お姉ちゃんがみんな殺してあげる～プロジェクト ディアホライゾン～』の主人公である怜二は、他者を信頼しないがゆえに夢破れた人として設定された。『君のために、お姉ちゃんがみんな殺してあげる～プロジェクト ディアホライゾン～』のヒロイン・ヒルデは弟を殺されたことにより、人生の目的が復讐に固定された女性として描かれた。
プレイヤーがガチャを挑戦しやすくするため、★5キャラクターの出現確率は6.9％（2017年9月の時点）と他のゲームよりも高めに設定されている。それと同時に、主人公たちや、★3や★4のキャラクターもうまく育てると強くなるように設定されている。

## Webアニメ
Webアニメ『ディアホライゾン』は、YouTubeで配信の短編アニメ。
| 話数   | 配信日        |
| ------ | ------------- |
| 第一話 | 2017年 8月9日 |
| 第二話 | 8月14日       |
| 第三話 | 8月22日       |

## テレビアニメ
2017年10月から12月までTOKYO MX、AT-Xにて5分枠のアニメ『ディアホライゾン（被）』（ディアホライゾン かっこかぶ）として放送された。ナレーションは稲田徹が務める。
『ディアホライゾン（被）』は登場人物たちが被り物をかぶって、会社で働く様子が描かれている。

### スタッフ
- 原作 - スクウェア・エニックス[5]
- 監督 - 春日森春木[5]
- 構成・脚本 - 高林ユーキ[5]
- 美術 - 白佐木和馬
- 撮影 - 宇佐見葉子
- 音響監督 - はたしょう二
- 音楽 - 砂守岳央、松野恭平
- アニメーションプロデューサー - 田中瑠理
- アニメーション制作 - ファンワークス[5]

### 主題歌
主題歌「最果ての予感」
作詞・作曲 - 砂守岳央 / 編曲 - 松岡美弥子 / 歌 - 霜月はるか

### 各話リスト
| 話数   | サブタイトル           | 演出       | アニメーション              |
| ------ | ---------------------- | ---------- | --------------------------- |
| 第1話  | サラリーマン冒険者     | 春日森春木 | 泉川直樹、mille*mille works |
| 第2話  | 禁じ手                 | 春日森春木 | -                           |
| 第3話  | 名前を入力してください | 春日森春木 | 泉川直樹、mille*mille works |
| 第4話  | ウルフの正体           | 日野トミー | 泉川直樹、ポエ山            |
| 第5話  | お局のイングリット     | 日野トミー | 泉川直樹、mille*mille works |
| 第6話  | ソフィアの贈り物       | 日野トミー | ポエ山                      |
| 第7話  | 中途採用のエナ         | 日野トミー | ルンパロ・チータ            |
| 第8話  | 帝国の怪人             | 日野トミー | mille*mille works           |
| 第9話  | 恋のゆくえ             | 日野トミー | 夢山紗也佳                  |
| 第10話 | ホームシック           | 日野トミー | ポエ山                      |
| 第11話 | 理由                   | 春日森春木 | 夢山紗也佳                  |
| 第12話 | 聖戦（被）             | 春日森春木 | mille*mille works           |

### 放送局
| 放送期間                  | 放送時間                     | 放送局   | 対象地域 | 備考             |
| ------------------------- | ---------------------------- | -------- | -------- | ---------------- |
| 2017年10月3日 - 12月19日  | 火曜 1:00 - 1:05（月曜深夜） | TOKYO MX | 東京都   |                  |
| 2017年10月10日 - 12月26日 | 火曜 22:10 - 22:15           | AT-X     | 日本全域 | リピート放送あり |

## コミック
君のために、お姉ちゃんがみんな殺してあげる〜プロジェクト ディアホライゾン〜
2017年8月6日よりアプリ『マンガUP!』で配信。原作三河ごーすと、作画木虎こん、構成大村陽。
ディアホライゾンWeb限定4コマ漫画
公式サイトで配信。

## 小説
ディアホライゾン 〜暁の契約者〜
2017年7月28日から2017年10月13日まで『カクヨム』で配信のWeb小説。著者三河ごーすと、作者ファミ通文庫。

## ラジオ
『田中あいみ・芹澤優のディアホラジオ』は、2017年8月6日から10月1日まで文化放送『A&Gリクエストアワー 阿澄佳奈のキミまち！』内にて日曜12時42分 - 52分頃に放送された番組。パーソナリティはソフィア役の田中あいみとレテ役の芹澤優。